# Шрот, Клара
Клара Мэри Шрот-Ломэйди (англ. Clara Marie Schroth-Lomady; 5 октября 1920, Филадельфия, Пенсильвания, США — 7 июня 2014, Карлайл, Пенсильвания, США) —  американская гимнастка, бронзовый призёр летних Олимпийских игр в Лондоне (1948).

## Спортивная карьера
На летних Олимпийских играх в Лондоне (1948) с составе сборной США завоевала бронзовую медаль. Через четыре года на Олимпиаде в Хельсинки (1952) выступила неудачно.
На национальном уровне являлась безусловным лидером американской спортивной гимнастики, выиграв в период с 1941 по 1952 гг. 39 титулов Любительского спортивного объединения (AAU), в том числе одержала одиннадцать побед подряд на бревне. При этом шесть раз становилась абсолютной чемпионкой, четырежды побеждала на основных снарядах и пять раз — на кольцах (flying rings). Также выигрывала соревнования по легкой атлетике (прыжок с места в длину в 1945 г.). Примечательно, что гимнастка совмещала свои выступления с работой секретаря, нередко тренируясь по ночам.
По окончании спортивной карьеры активно работала с Федерацией гимнастики Соединенных Штатов. В 1974 г. была введена в Зал гимнастической славы США.